# 卡斯塔莫努

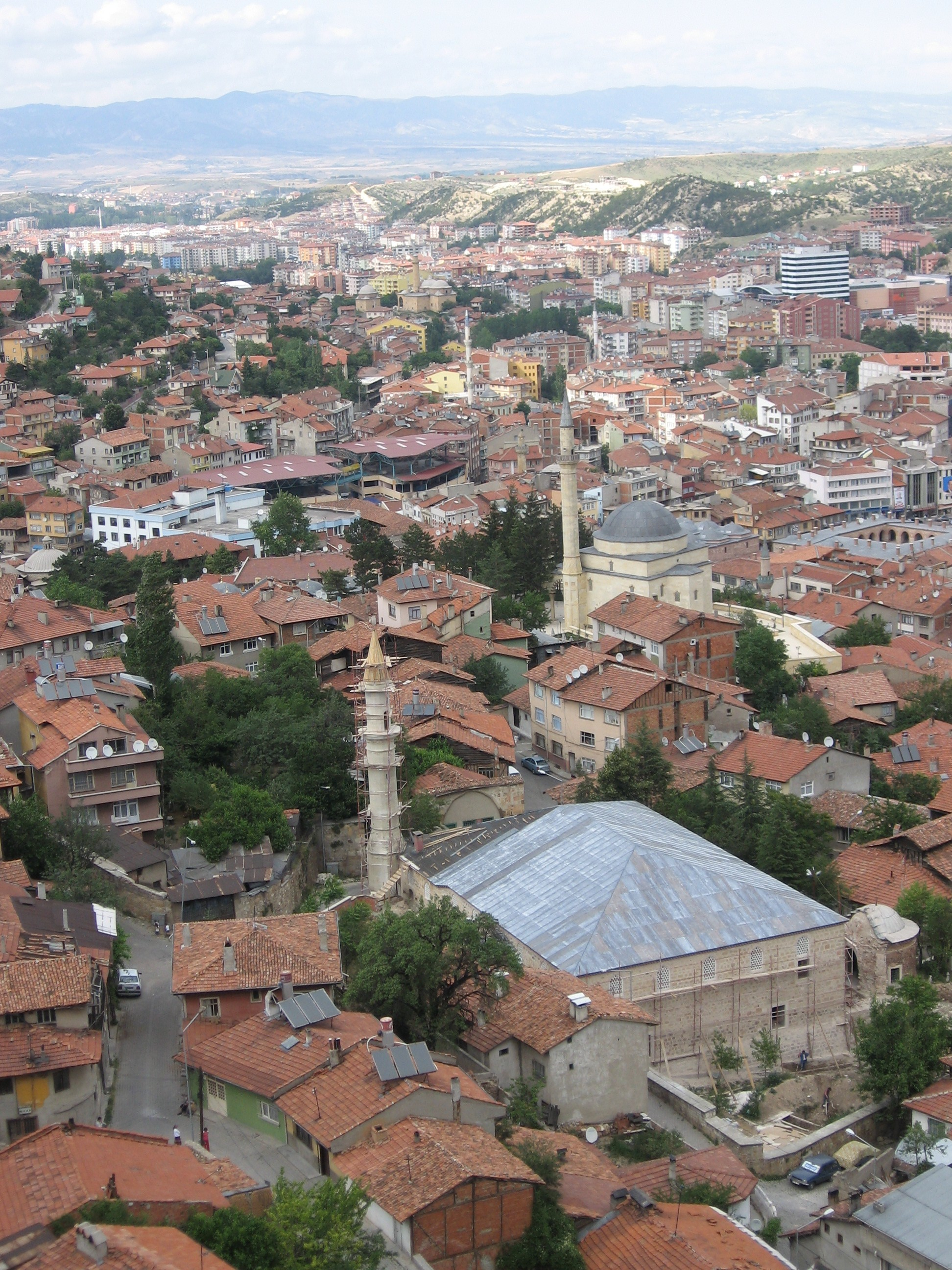

卡斯塔莫努是土耳其的城市，也是卡斯塔莫努省的首府，位於該國北部，面積1,834平方公里，海拔高度904米，受濕潤大陸性氣候影響，每年平均降雨量498毫米，2010年人口91,012。其名称来自伊萨克一世之父曼努埃尔所建立的“科穆宁城”（Κάστρα Κομνηνών），后缩写为卡斯塔莫努。

## 外部連結
- Kastamonu governor's official website（页面存档备份，存于） （土耳其文）
- Kastamonu Organization site（页面存档备份，存于）
- Kastamonu culture & travel guide
- Kastamonu, Araç Muhacirler köyü （页面存档备份，存于）

41°22′20″N 33°46′16″E / 41.37222°N 33.77111°E